# 部落兵制
部落兵制，又作部族兵制，古代兵制中按部族或区域征集、储备兵员的一种制度。
一些游牧民族建立的政权，比如北魏、辽朝、西夏、蒙元等在建立初期普遍实行部落兵制。党项人内迁后建立的军事组织中三种军兵有部族兵。开始由定难军节度使府统领。元昊建西夏后，归枢密院掌管。各部族“人人习骑射”，全民皆兵。由部族酋长统带。除带兵官及正军配备少量军事装备外，全部自备弓矢甲胄。战斗人员不脱离生产，点集频繁。作战时带的粮食不过一旬所用，难以支持长时间的连续性战争。蒙元的部落兵制规定，本部落的男子十五岁以上、七十岁以下全部当兵，下马牧畜，上马攻战。以蒙古族人建立的蒙古军与后来吞并各部落建立的探马赤军为主力军。进入汉地后，抽调二十岁以上的汉人壮丁建立“汉军”，作为戍守当地的地方军。